# Felice Boselli
Felice Boselli (Piacenza, 20 aprile 1650 – Parma, 23 agosto 1732) è stato un pittore italiano del periodo barocco, noto soprattutto per nature morte di selvaggina.

## Biografia

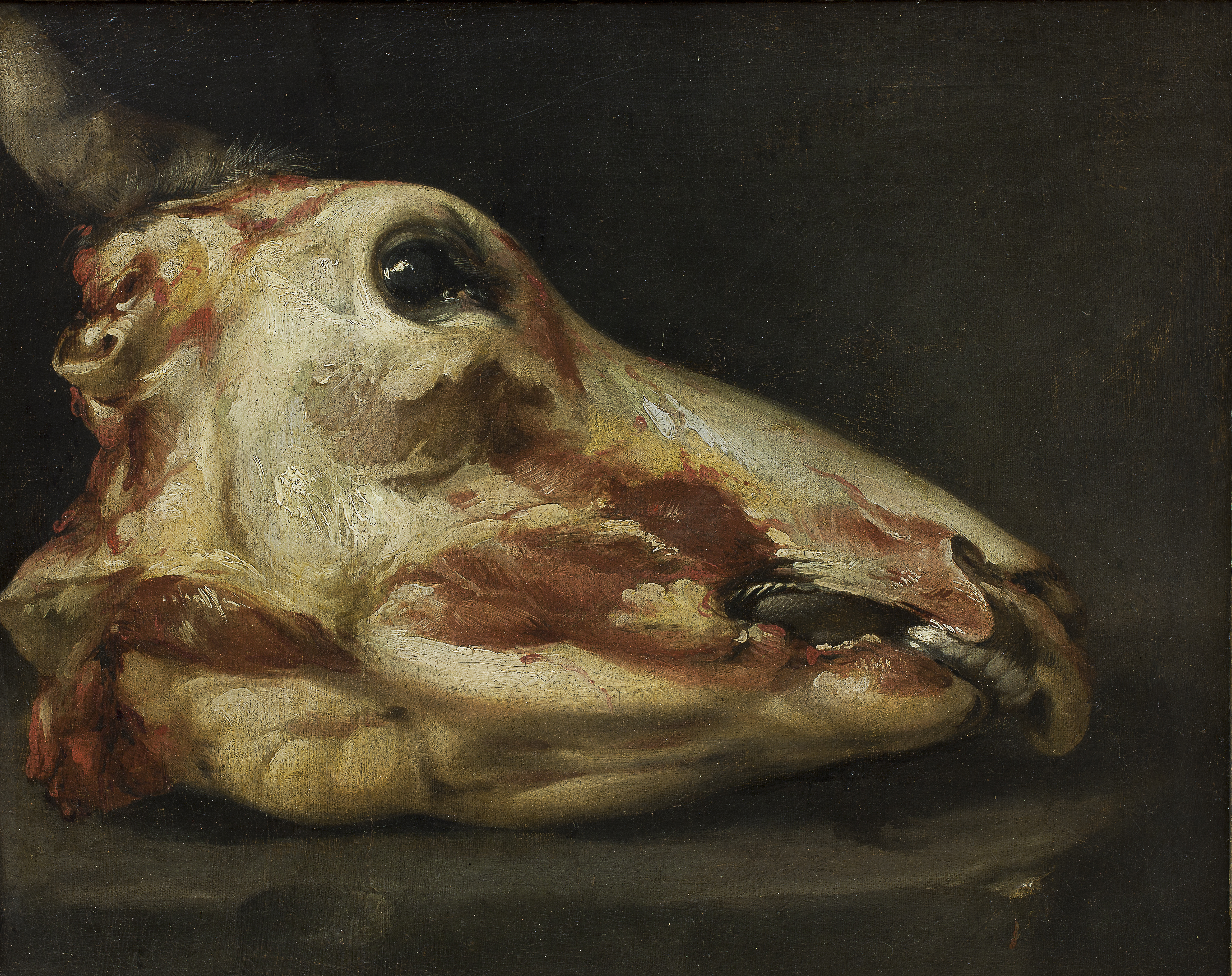
Particolare di natura morta con testa di manzo, 1690

Figlio di Cristoforo, di professione calzolaio, e di Lucia Cattaneo, Boselli nacque il 20 aprile 1650 a Piacenza.
Fu un pittore attivo soprattutto a Parma e nella sua città natale, dove studiò e si introdusse nel mondo della pittura sotto la guida di Michelangelo Nuvolone, fratello del più noto Giuseppe. Proprio in quella bottega ebbe modo di conoscere Angelo Crivelli, (noto come il Crivellone), animalista specializzato in selvaggina, che influenzò in modo significativo il suo stile assieme alla scuola cremonese, a quella bergamasca del Baschenis, di Bartolomeo Bettera, a quella romana di Michelangelo Cerquozzi, oltre che a quella fiamminga.
Le altre basi della sua personalità pittorica derivarono dallo studio e dalla osservazione di nature morte regionali e locali, dal Parmigianino per quanto riguarda le figurazioni, dalla Macelleria di Annibale Carracci per le tematiche ricorrenti e le scene.
Successivamente si trasferì a Parma dove sposò Barbara Draghi, con la quale ebbe il figlio, Orazio (26 luglio 1673-1721), anche lui pittore, attivo nel duomo di Parma nei primi anni del XVIII secolo.
Realizzò complessivamente quasi un centinaio di nature morte, gran parte delle quali sono conservate in musei lombardi ed emiliani, oltre ad un buon numero di immagini rappresentanti stralci di macellerie, focalizzanti cuochi, maiali squartati, teste di bue, galline, selvaggina, pesci, tacchini e oche spennati. A concedere un tocco di misteriosità alle sue opere fu la firma, raffigurata da un gattino (a significare Felix) o da una civetta.
Boselli si cimentò anche in lavori di altro contenuto, come ad esempio gli affreschi realizzati nel 1702 per la chiesa di Santa Brigida a Piacenza e ben esemplificati dall'Ecce Homo di argomento sacro.
Non mancarono nel suo bagaglio artistico le opere di figura, tra le quali si ricordano le scene mitologiche nei dodici dipinti raffiguranti Storie di Diana e Atteone, ispirati dal Parmigianino, all'interno della rocca di Fontanellato (1685), così come le decorazioni per il teatro di Fontanellato (1681-1690).
Da segnalare anche le nature morte presenti nella Galleria Camperi di Modena (1730) e gli ovali del salone del castello dei principi Meli Lupi di Soragna, incentrati sulla fauna marina.
Emblematico si dimostrò il suo Autoritratto (1720) presente nella Galleria nazionale di Parma, nel quale Boselli ci appare soprattutto come un uomo di origine contadina.
In altre opere, come nel Mendicante cieco ed il fanciullo della Galleria nazionale di Parma, risultarono anche influenze degli artisti di "bambocciate", da Pieter van Laer al Cerquozzi, attenuate da elementi cromatici e stilistici personali del Boselli.
Boselli morì a Parma il 23 agosto 1732.

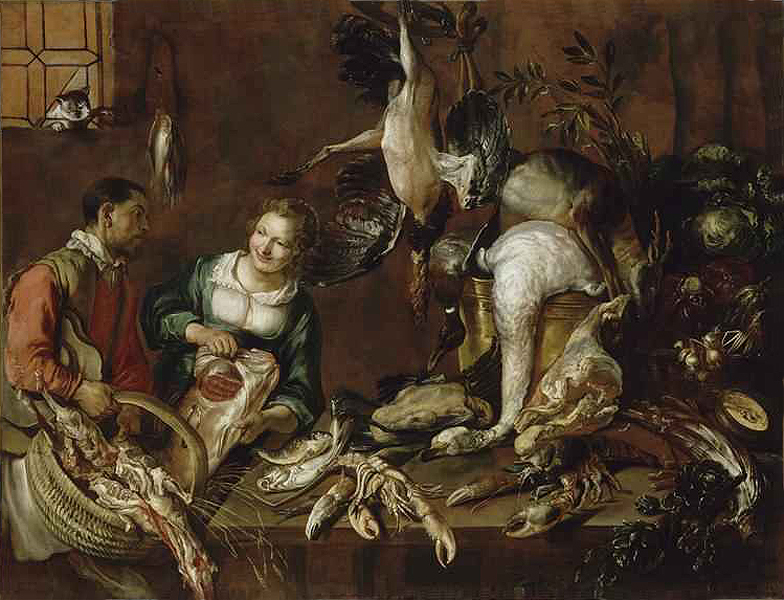
Mercante di pollame e pesce, 1700, Museo del Louvre
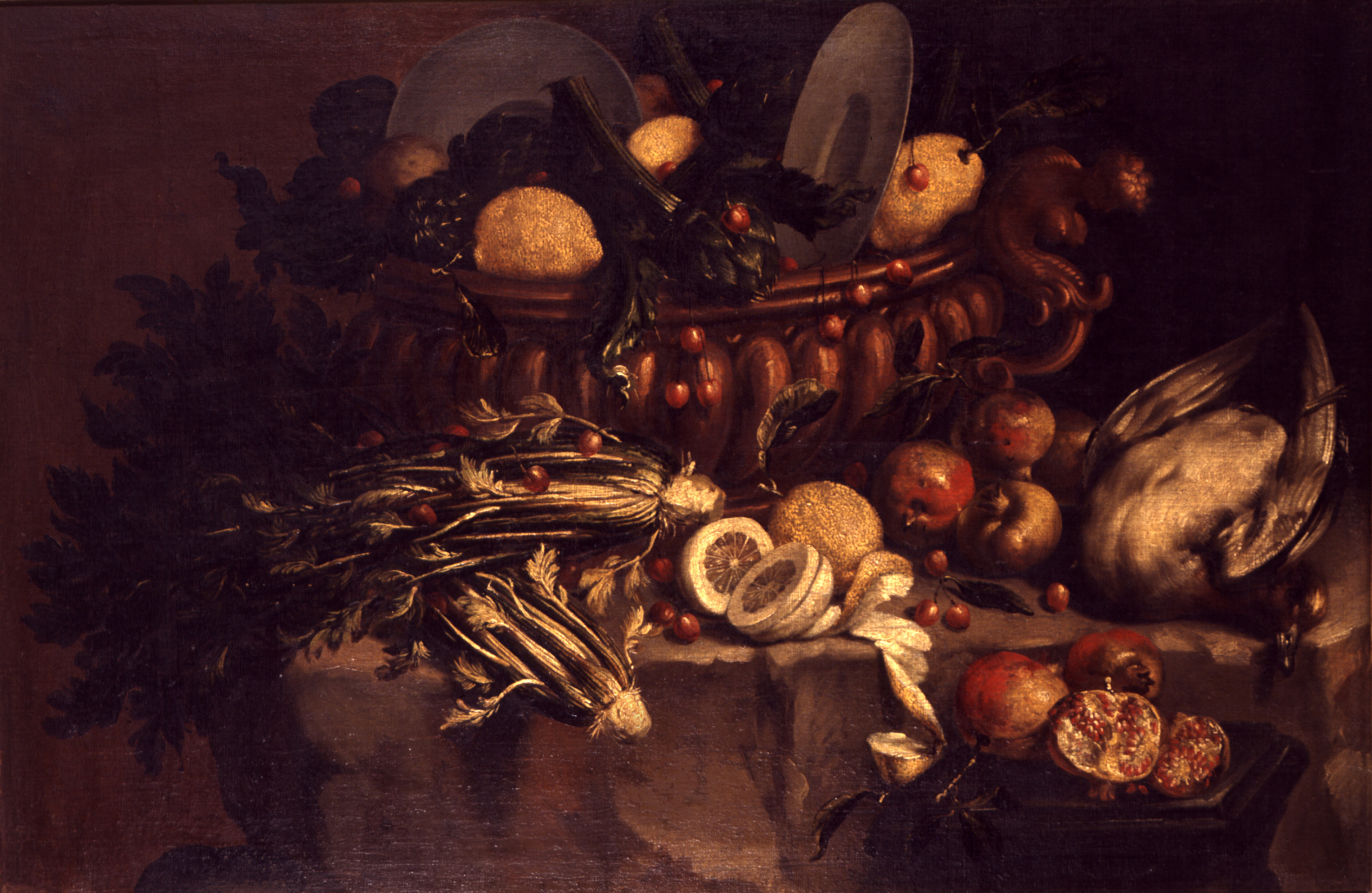
Natura morta con verdura e selvaggina
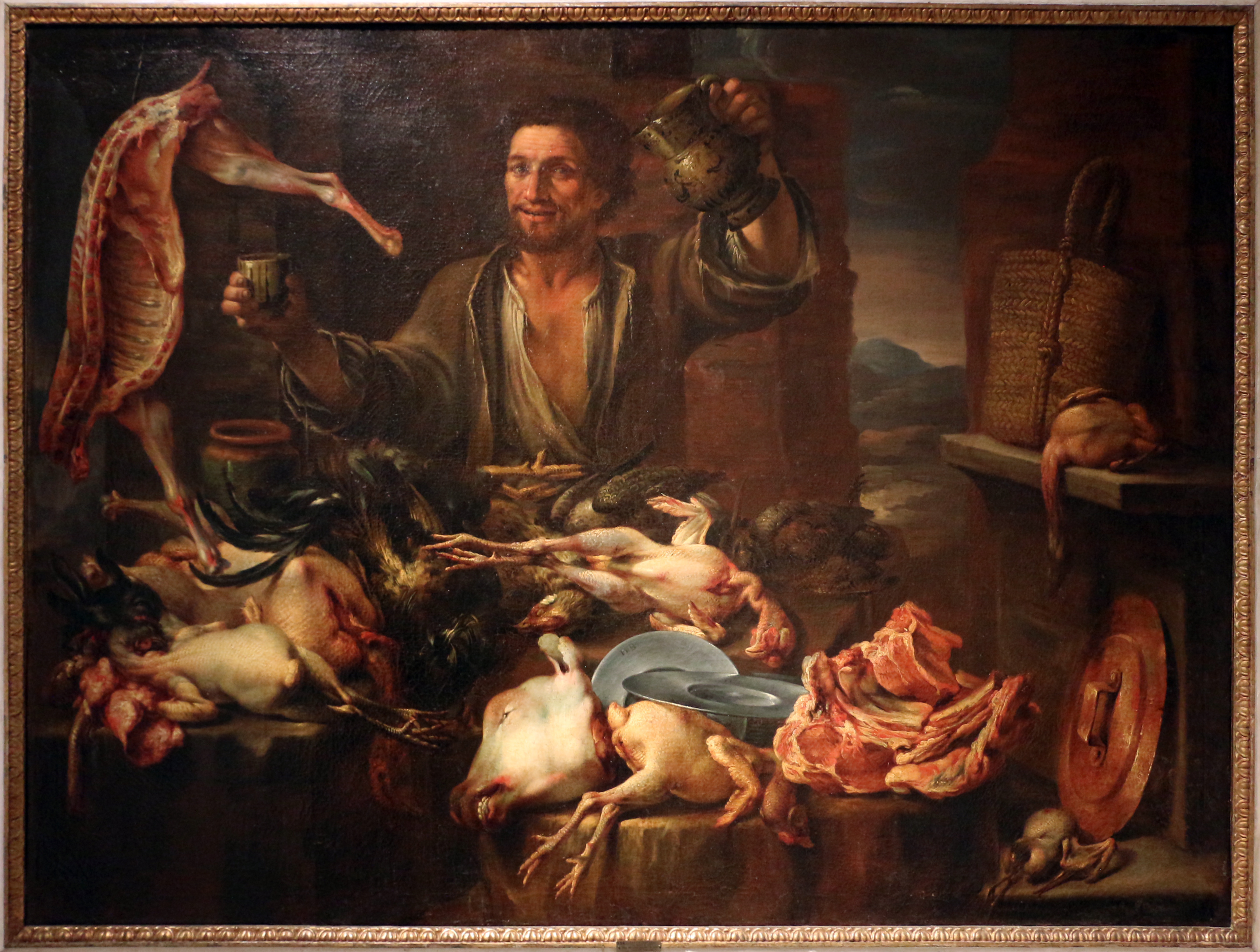
Carni macellate, pollame e bevitore, Museo civico Ala Ponzone
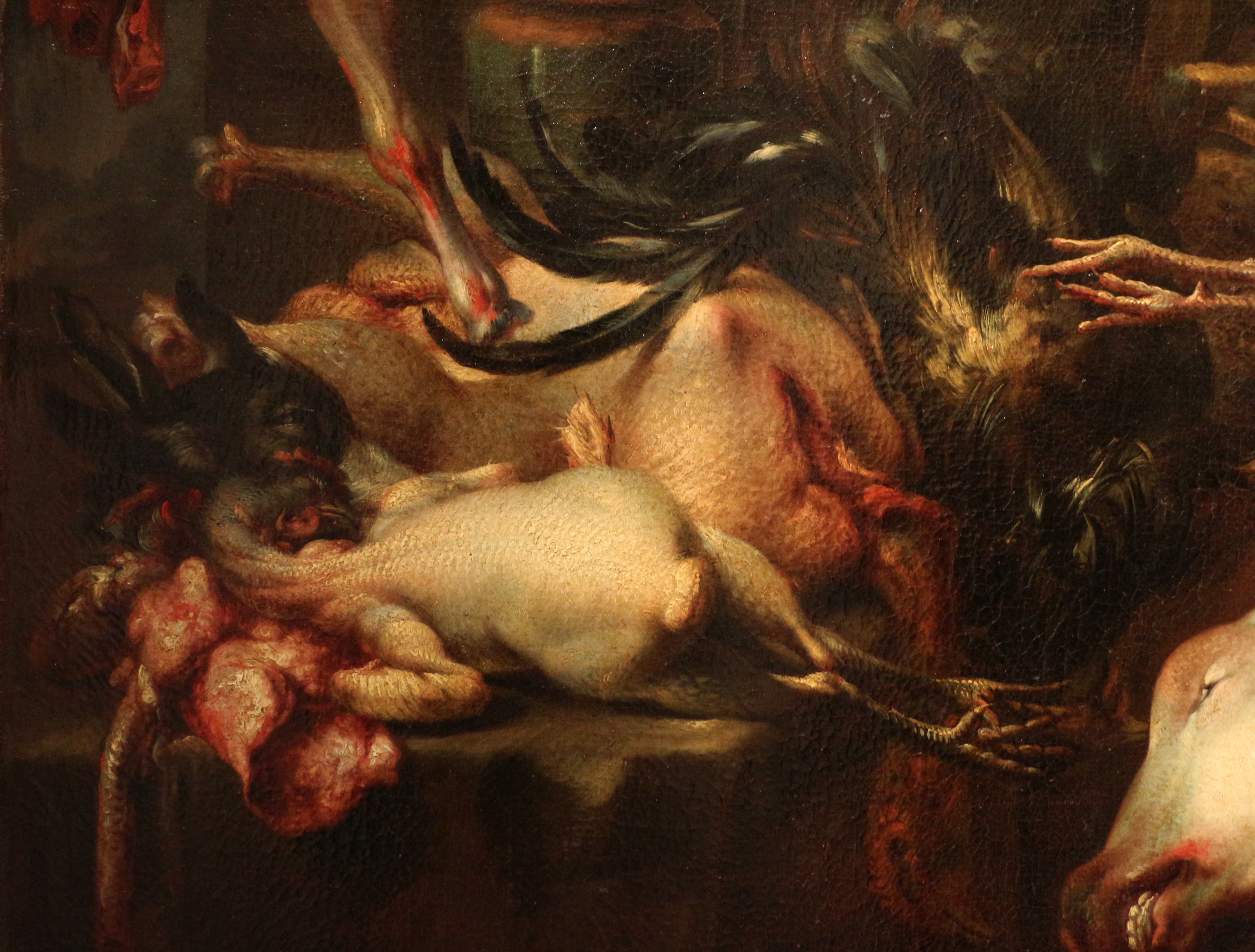
Carni macellate, pollame e bevitore, Museo civico Ala Ponzone
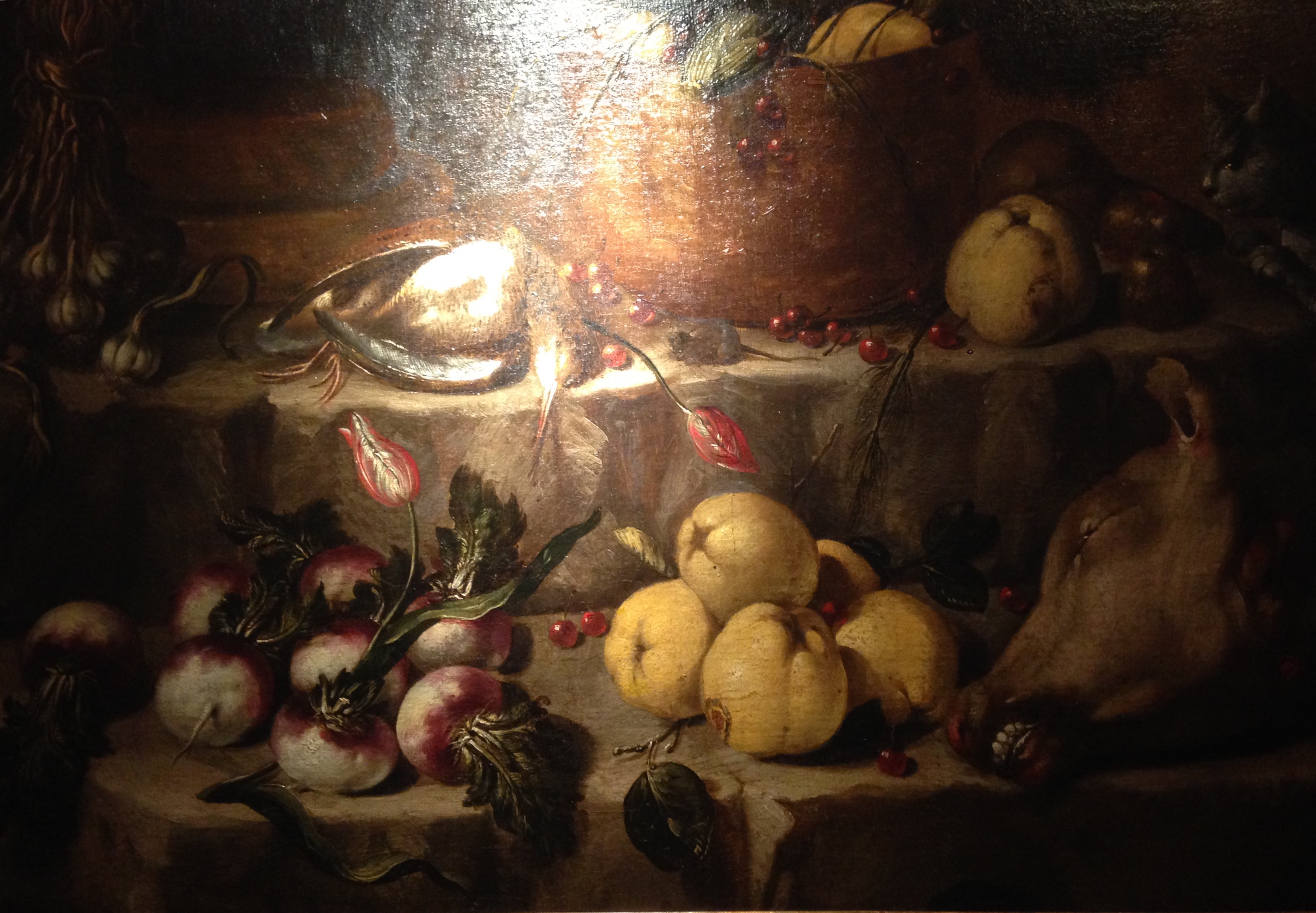
Natura morta con verdura, frutta e selvaggina

## Opere
- Natura morta con selvaggina, punta di formaggio, limoni, gatto, colomba e porcellino d'India, olio su tela, 1690 circa, Parma, Galleria nazionale
- Natura morta con ortaggi, funghi, selvaggina, testa di vitello e civetta, olio su tela, 1690 - 1700 circa, Parma, Galleria nazionale
- Natura morta con melagrane, zucche, fichi e fiori, olio su tela, 1700 circa, Parma, Museo Glauco Lombardi[3]
- Macelleria: Interno di negozio, olio su tela, cm. 133x174, Pinacoteca comunale di Faenza ()
- Natura morta: Costata, cardo e selvaggina, olio su tela, cm. 48x64, Pinacoteca comunale di Faenza ()
- Natura morta con verdure, frutta e selvaggina, seconda metà del XVII secolo, Pinacoteca Stuard di Parma
- Carni macellate pollame e bevitore, Museo Civico Ala Ponzone, Cremona